# Naomi Ōsaka
Naomi Ōsaka (jap. 大坂 なおみ Ōsaka Naomi; ur. 16 października 1997 w Osace) – japońska tenisistka, zwyciężczyni US Open 2018 i 2020 oraz Australian Open 2019 i 2021, liderka rankingu WTA od 28 stycznia do 23 czerwca i od 12 sierpnia do 8 września 2019. Została uhonorowana tytułem Barbie Shero, jako kobieta wzór dla dziewcząt.

## Życie prywatne
Jest córką Japonki i Haitańczyka.
Była w związku z amerykańskim raperem Cordae. Para rozstała się w 2025. W lipcu 2023 roku urodziła córkę Shai. 

## Kariera tenisowa
Najwyżej w rankingu WTA Tour była sklasyfikowana na 1. miejscu w singlu (28 stycznia 2019) oraz na 324. miejscu w deblu (3 kwietnia 2017).
W 2015 uczestniczyła, a następnie triumfowała w zawodach WTA Rising Stars, które rozgrywane były podczas Turnieju Mistrzyń. W listopadzie tego samego roku awansowała do finału turnieju WTA 125K series w Hua Hin.
We wrześniu 2016 w finale zawodów WTA Premier w Tokio przegrała z Caroline Wozniacki 5:7, 3:6.
W marcu 2018 zdobyła swój pierwszy tytuł z cyklu WTA Premier Mandatory, pokonując w Indian Wells takie zawodniczki, jak: Marija Szarapowa, Agnieszka Radwańska, Karolína Plíšková i Simona Halep. 8 września 2018 Ōsaka zdobyła swój pierwszy tytuł wielkoszlemowy, wygrywając US Open po pokonaniu w finale Sereny Williams 6:2, 6:4. Następnie osiągnęła finał w Tokio i półfinał w Pekinie, co pozwoliło jej awansować na najwyższe miejsce rankingowe w karierze.
W 2019 wygrała wielkoszlemowy Australian Open. W meczu mistrzowskim pokonała Petrę Kvitovą wynikiem 7:6(2), 5:7, 6:4. We wrześniu tego samego roku zdobyła tytuł w Osace, zwyciężając z Anastasiją Pawluczenkową. Kolejne turniejowe zwycięstwo zanotowała w Pekinie, gdzie w ostatnim spotkaniu okazała się lepsza od liderki rankingu Ashleigh Barty.
W sezonie 2020 osiągnęła finał rozgrywek przeniesionych z Cincinnati do Nowego Jorku. Mecz rozstrzygający o mistrzostwie oddała jednak walkowerem Azarance. Z Białorusinką Ōsaka zmierzyła się w finale US Open, pokonując ją wynikiem 1:6, 6:3, 6:3. W ten sposób stała się pierwszym zawodnikiem z Azji, który wygrał trzy singlowe turnieje wielkoszlemowe. Podczas zawodów okazywała poparcie dla ruchu Black Lives Matter, wychodząc na kort w czarnych maseczkach z imionami i nazwiskami osób czarnoskórych zabitych przez policjantów w Stanach Zjednoczonych.
W 2021 roku ponownie zwyciężyła w Australian Open. W meczu mistrzowskim pokonała Jennifer Brady wynikiem 6:4, 6:3. Przed rozpoczęciem French Open zapowiedziała, że nie będzie brać udział w pomeczowych konferencjach prasowych w trosce o swoje zdrowie psychiczne. Organizatorzy turniejów Wielkiego Szlema ogłosili, że takie zachowanie może wiązać się z odpowiednimi karami, włącznie z dyskwalifikacją. W odpowiedzi Ōsaka wycofała się z zawodów po wygranym meczu pierwszej rundy. W swoim oświadczeniu przekazała też, że od wygranego US Open 2018 zmagała się z depresją. 23 lipca 2021 podczas ceremonii otwarcia Letnich Igrzysk Olimpijskich 2020 w Tokio oficjalnie zapaliła znicz olimpijski, zostając pierwszym przedstawicielem tenisa, który tego dokonał.
W sezonie 2022 osiągnęła finał rozgrywek kategorii WTA 1000 w Miami, w którym uległa 4:6, 0:6 Idze Świątek.

## Historia występów wielkoszlemowych
Legenda
     W, wygrany turniej
     F, przegrana w finale
     SF, przegrana w półfinale
     QF, przegrana w ćwierćfinale
     xR, przegrana w x rundzie
     Qx, przegrana w x rundzie kwalifikacji
     A, brak startu
     NH, turniej nie odbył się

### Występy w grze pojedynczej
| Australian Open        | A    | A   | A   | A   | 3R | 2R | 4R | W  | 3R | W  | 3R | A | 1R | 3R | 2 / 9  | 26 – 7  |  |  |  |  |  |  |  |  |  |  |
| French Open            | A    | A   | A   | A   | 3R | 1R | 3R | 3R | A  | 2R | 1R | A | 2R | 1R | 0 / 8  | 8 – 7   |  |  |  |  |  |  |  |  |  |  |
| Wimbledon              | A    | A   | A   | Q1  | A  | 3R | 3R | 1R | NH | A  | A  | A | 2R | 3R | 0 / 5  | 7 – 5   |  |  |  |  |  |  |  |  |  |  |
| US Open                | A    | A   | A   | Q2  | 3R | 3R | W  | 4R | W  | 3R | 1R | A | 2R |    | 2 / 8  | 23 – 6  |  |  |  |  |  |  |  |  |  |  |
|                        |      |     |     |     |    |    |    |    |    |    |    |   |    |    |        |         |  |  |  |  |  |  |  |  |  |  |
| Ranking na koniec roku | 1028 | 430 | 250 | 203 | 40 | 68 | 5  | 3  | 3  | 13 | 42 | – | 59 |    | 4 / 30 | 64 – 25 |  |  |  |  |  |  |  |  |  |  |

### Występy w grze podwójnej
| Australian Open        | A | A | A    | A | A   | 1R  | A | A | A  | A | A | A | A | A | 0 / 1 | 0 – 1 |  |  |  |  |  |  |  |  |  |  |  |
| French Open            | A | A | A    | A | 2R  | A   | A | A | A  | A | A | A | A | A | 0 / 1 | 1 – 1 |  |  |  |  |  |  |  |  |  |  |  |
| Wimbledon              | A | A | A    | A | A   | 1R  | A | A | NH | A | A | A | A | A | 0 / 1 | 0 – 1 |  |  |  |  |  |  |  |  |  |  |  |
| US Open                | A | A | A    | A | 1R  | 1R  | A | A | A  | A | A | A | A |   | 0 / 2 | 0 – 2 |  |  |  |  |  |  |  |  |  |  |  |
|                        |   |   |      |   |     |     |   |   |    |   |   |   |   |   |       |       |  |  |  |  |  |  |  |  |  |  |  |
| Ranking na koniec roku | – | – | 1279 | – | 374 | 699 | – | – | –  | – | – | – | – |   | 0 / 5 | 1 – 5 |  |  |  |  |  |  |  |  |  |  |  |

### Występy w grze mieszanej
| Australian Open | A | A | A | A | A | A | A | A | A  | A | A | A | A | A  | 0 / 0 | 0 – 0 |  |  |  |  |  |  |  |  |  |  |  |
| French Open     | A | A | A | A | A | A | A | A | NH | A | A | A | A | A  | 0 / 0 | 0 – 0 |  |  |  |  |  |  |  |  |  |  |  |
| Wimbledon       | A | A | A | A | A | A | A | A | NH | A | A | A | A | A  | 0 / 0 | 0 – 0 |  |  |  |  |  |  |  |  |  |  |  |
| US Open         | A | A | A | A | A | A | A | A | NH | A | A | A | A | 1R | 0 / 1 | 0 – 1 |  |  |  |  |  |  |  |  |  |  |  |
|                 |   |   |   |   |   |   |   |   |    |   |   |   |   |    |       |       |  |  |  |  |  |  |  |  |  |  |  |
|                 |   |   |   |   |   |   |   |   |    |   |   |   |   |    | 0 / 1 | 0 – 1 |  |  |  |  |  |  |  |  |  |  |  |

## Finały turniejów WTA
| Legenda                     | Legenda |
| --------------------------- | ------- |
| Wielki Szlem                |         |
| Igrzyska olimpijskie        |         |
| WTA Tour Championships      |         |
| 2009 – 2020                 |         |
| WTA Premier Mandatory       |         |
| WTA Premier 5               |         |
| WTA Premier                 |         |
| WTA International Series    |         |
| WTA 125K series (2012–2020) |         |
| od 2021                     |         |
| WTA 1000 (obowiązkowe)      |         |
| WTA 1000 (nieobowiązkowe)   |         |
| WTA 500                     |         |
| WTA 250                     |         |
| WTA 125                     |         |

### Gra pojedyncza 13 (7–6)
| Końcowy wynik | Nr | Data                | Turniej         | Nawierzchnia  | Przeciwniczka            | Wynik finału     |
| ------------- | -- | ------------------- | --------------- | ------------- | ------------------------ | ---------------- |
| Finalistka    | 1. | 25 września 2016    | Tokio           | Twarda        | Caroline Wozniacki       | 5:7, 3:6         |
| Zwyciężczyni  | 1. | 18 marca 2018       | Indian Wells    | Twarda        | Darja Kasatkina          | 6:3, 6:2         |
| Zwyciężczyni  | 2. | 8 września 2018     | US Open         | Twarda        | Serena Williams          | 6:2, 6:4         |
| Finalistka    | 2. | 23 września 2018    | Tokio           | Twarda (hala) | Karolína Plíšková        | 4:6, 4:6         |
| Zwyciężczyni  | 3. | 26 stycznia 2019    | Australian Open | Twarda        | Petra Kvitová            | 7:6(2), 5:7, 6:4 |
| Zwyciężczyni  | 4. | 22 września 2019    | Osaka           | Twarda        | Anastasija Pawluczenkowa | 6:2, 6:3         |
| Zwyciężczyni  | 5. | 6 października 2019 | Pekin           | Twarda        | Ashleigh Barty           | 3:6, 6:3, 6:2    |
| Finalistka    | 3. | 29 sierpnia 2020    | Nowy Jork       | Twarda        | Wiktoryja Azaranka       | walkower         |
| Zwyciężczyni  | 6. | 12 września 2020    | US Open         | Twarda        | Wiktoryja Azaranka       | 1:6, 6:3, 6:3    |
| Zwyciężczyni  | 7. | 20 lutego 2021      | Australian Open | Twarda        | Jennifer Brady           | 6:4, 6:3         |
| Finalistka    | 4. | 2 kwietnia 2022     | Miami           | Twarda        | Iga Świątek              | 4:6, 0:6         |
| Finalistka    | 5. | 5 stycznia 2025     | Auckland        | Twarda        | Clara Tauson             | 6:4, krecz       |
| Finalistka    | 6. | 7 sierpnia 2025     | Montreal        | Twarda        | Victoria Mboko           | 6:2, 4:6, 1:6    |

## Finały turniejów WTA 125

### Gra pojedyncza 2 (1–1)
| Końcowy wynik | Nr | Data              | Turniej    | Nawierzchnia | Przeciwniczka       | Wynik finału     |
| ------------- | -- | ----------------- | ---------- | ------------ | ------------------- | ---------------- |
| Finalistka    | 1. | 15 listopada 2015 | Hua Hin    | Twarda       | Jarosława Szwiedowa | 4:6, 7:6(8), 4:6 |
| Zwyciężczyni  | 1. | 4 maja 2025       | Saint-Malo | Ceglana      | Kaja Juvan          | 6:1, 7:5         |

## Występy w Turnieju Mistrzyń

### W grze pojedynczej
| Rok  | Rezultat                                                       | Przeciwniczka                                                  | Wynik                                                          |
| 2018 | Faza grupowa                                                   | Sloane Stephens Angelique Kerber Kiki Bertens                  | 5:7, 6:4, 1:6 4:6, 7:5, 4:6 3:6, krecz                         |
| 2019 | Faza grupowa                                                   | Petra Kvitová wycofała się z turnieju po pierwszym meczu       | 7:6(1), 4:6, 6:4                                               |
| 2021 | zawodniczka rezerwowa (nie wystąpiła – zrezygnowała ze startu) | zawodniczka rezerwowa (nie wystąpiła – zrezygnowała ze startu) | zawodniczka rezerwowa (nie wystąpiła – zrezygnowała ze startu) |

## Finały turniejów ITF
| turnieje z pulą nagród 100 000 $ |
| turnieje z pulą nagród 75 000 $  |
| turnieje z pulą nagród 50 000 $  |
| turnieje z pulą nagród 25 000 $  |
| turnieje z pulą nagród 15 000 $  |
| turnieje z pulą nagród 10 000 $  |

### Gra pojedyncza 4 (0–4)
| Rezultat   |    | Data       | Turniej  | ($)    | Naw.      | Przeciwniczka      | Wynik         |
| Finalistka | 1. | 02/06/2013 | El Paso  | 25 000 | Twarda    | Sanaz Marand       | 4:6, 4:6      |
| Finalistka | 2. | 09/03/2014 | Irapuato | 25 000 | Twarda    | Indy de Vroome     | 6:3, 4:6, 1:6 |
| Finalistka | 3. | 03/05/2015 | Gifu     | 75 000 | Twarda    | Zheng Saisai       | 6:3, 5:7, 4:6 |
| Finalistka | 4. | 14/06/2015 | Surbiton | 50 000 | Trawiasta | Witalija Djaczenko | 6:7(5), 0:6   |

## Występy w igrzyskach olimpijskich

### Gra pojedyncza
| Runda                                                                       | Przeciwniczka                 | Wynik    |
| --------------------------------------------------------------------------- | ----------------------------- | -------- |
|                                                                             |                               |          |
| Letnie Igrzyska Olimpijskie w Tokio 2020, reprezentując państwo Japonia [2] |                               |          |
| I runda                                                                     | Chiny: Zheng Saisai           | 6:1, 6:4 |
| II runda                                                                    | Szwajcaria: Viktorija Golubic | 6:2, 6:3 |
| III runda                                                                   | Czechy: Markéta Vondroušová   | 1:6, 4:6 |
|                                                                             |                               |          |
| Letnie Igrzyska Olimpijskie w Paryżu 2024, reprezentując państwo Japonia    |                               |          |
| I runda                                                                     | Niemcy: Angelique Kerber [PR] | 5:7, 3:6 |

## Zwycięstwa nad zawodniczkami klasyfikowanymi w danym momencie w czołowej dziesiątce rankingu WTA
Stan na 08.08.2025
| Sezon      | 2017 | 2018 | 2019 | 2020 | 2021 | 2022 | 2023 | 2024 | 2025 | Łącznie |
| Zwycięstwa | 2    | 3    | 6    | 1    | 0    | 0    | 0    | 1    | 0    | 13      |

| Lp.  | Zawodnik          | Ranking | Turniej                         | Nawierzchnia  | Runda | Wynik            |
| ---- | ----------------- | ------- | ------------------------------- | ------------- | ----- | ---------------- |
| 2017 |                   |         |                                 |               |       |                  |
| 1.   | Angelique Kerber  | Nr 6    | US Open, Stany Zjednoczone      | Twarda        | 1R    | 6:3, 6:1         |
| 2.   | Venus Williams    | Nr 5    | Hong Kong, Chiny                | Twarda        | 2R    | 7:5, 6:2         |
| 2018 |                   |         |                                 |               |       |                  |
| 3.   | Karolína Plíšková | Nr 5    | Indian Wells, Stany Zjednoczone | Twarda        | QF    | 6:2, 6:3         |
| 4.   | Simona Halep      | Nr 1    | Indian Wells, Stany Zjednoczone | Twarda        | SF    | 6:3, 6:0         |
| 5.   | Julia Görges      | Nr 10   | Pekin, Chiny                    | Twarda        | 3R    | 6:1, 6:2         |
| 2019 |                   |         |                                 |               |       |                  |
| 6.   | Elina Switolina   | Nr 7    | Australian Open, Australia      | Twarda        | QF    | 6:4, 6:1         |
| 7.   | Karolína Plíšková | Nr 8    | Australian Open, Australia      | Twarda        | SF    | 6:2, 4:6, 6:4    |
| 8.   | Petra Kvitová     | Nr 6    | Australian Open, Australia      | Twarda        | F     | 7:6(2), 5:7, 6:4 |
| 9.   | Bianca Andreescu  | Nr 6    | Pekin, Chiny                    | Twarda        | QF    | 5:7, 6:3, 6:4    |
| 10.  | Ashleigh Barty    | Nr 1    | Pekin, Chiny                    | Twarda        | F     | 3:6, 6:3, 6:2    |
| 11.  | Petra Kvitová     | Nr 6    | WTA Finals, Shenzhen            | Twarda (hala) | RR    | 7:6(1), 4:6, 6:4 |
| 2020 |                   |         |                                 |               |       |                  |
| 12.  | Kiki Bertens      | Nr 9    | Brisbane, Australia             | Twarda        | QF    | 6:3, 3:6, 6:3    |
| 2024 |                   |         |                                 |               |       |                  |
| 13.  | Jeļena Ostapenko  | Nr 10   | US Open, Stany Zjednoczone      | Twarda        | 1R    | 6:3, 6:2         |